# Leichtathletik-Europameisterschaften 2014/200 m der Frauen

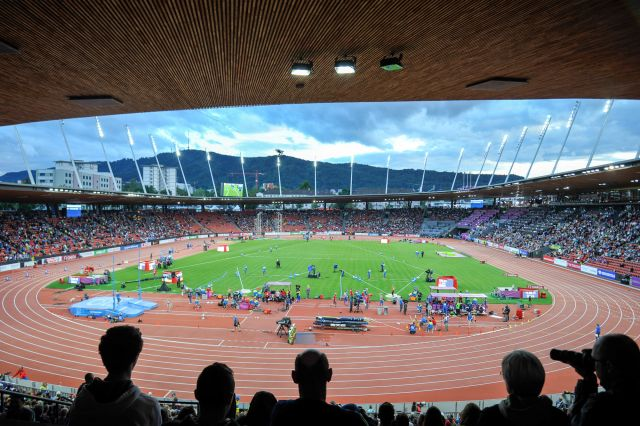
Das Letzigrund-Stadion während der Europameisterschaften 2014

Der 200-Meter-Lauf der Frauen bei den Leichtathletik-Europameisterschaften 2014 wurde vom 13. bis 15. August 2014 im Letzigrund-Stadion von Zürich ausgetragen.
Wie schon zwei Tage zuvor über 100 Meter wurde die Niederländerin Dafne Schippers Europameisterin. Silber ging an die Britin Jodie Williams. Wie 2012 errang die Französin Myriam Soumaré die Bronzemedaille. Sie hatte zwei Tage zuvor über 100 Meter Silber gewonnen und war 2010 Europameisterin über 200 Meter.

## Rekorde

### Bestehende Rekorde
| Weltrekord           | 21,34 s | Florence Griffith-Joyner | OS Seoul, Südkorea                                        | 29. September 1988 |
| Europarekord         | 21,71 s | Marita Koch              | Karl-Marx-Stadt (heute Chemnitz), DDR (heute Deutschland) | 10. Juni 1979      |
| Europarekord         | 21,71 s | Marita Koch              | Potsdam, DDR (heute Deutschland)                          | 21. Juli 1984      |
| Europarekord         | 21,71 s | Heike Drechsler          | Jena, DDR (heute Deutschland)                             | 29. Juni 1986      |
| Europarekord         | 21,71 s | Heike Drechsler          | EM Stuttgart, BR Deutschland                              | 9. August 1986     |
| Meisterschaftsrekord | 21,71 s | Heike Drechsler          | EM Stuttgart, BR Deutschland                              | 9. August 1986     |

Der bereits seit 1986 bestehende EM-Rekord hatte auch nach diesen Europameisterschaften weiter Bestand. Die schnellste Zeit erzielte die niederländische Europameisterin Dafne Schippers im Finale mit 22,03 s bei einem Gegenwind von 0,5 m/s, womit sie eine neue Weltjahresbestleistung aufstellte, jedoch 32 Hundertstelsekunden über dem Rekord, gleichzeitig Europarekord, blieb. Zum Weltrekord fehlten ihr 69 Hundertstelsekunden,

### Rekordverbesserungen
Es wurden zwei neue Landesrekorde aufgestellt:
- 22,03 s Dafne Schippers (Niederlande), Finale am 15. August bei einem Gegenwind von 0,5 m/s
- 22,83 s Mujinga Kambundji (Schweiz), Finale am 15. August bei einem Gegenwind von 0,5 m/s

## Legende
Kurze Übersicht zur Bedeutung der Symbolik – so üblicherweise auch in sonstigen Veröffentlichungen verwendet:
| NR    | Nationaler Rekord                        |
| NU23R | Nationaler U23-Rekord                    |
| WL    | Weltjahresbestleistung                   |
| DNS   | nicht am Start (did not start)           |
| DNF   | Wettkampf nicht beendet (did not finish) |
| IWR   | Internationale Wettkampfregeln           |
| TR    | Technische Regeln                        |

## Vorrunde
Die Vorrunde wurde in fünf Läufen durchgeführt. Die ersten vier Athletinnen pro Lauf – hellblau unterlegt – sowie die darüber hinaus vier zeitschnellsten Läuferinnen – hellgrün unterlegt – qualifizierten sich für das Halbfinale.

### Vorlauf 1
13. August 2014, 11:10 Uhr
Wind: +0,1 m/s
| Platz | Name                | Nation         | Zeit (s) |
| ----- | ------------------- | -------------- | -------- |
| 1     | Natalija Strohowa   | Ukraine        | 23,38    |
| 2     | Bianca Williams     | Großbritannien | 23,47    |
| 3     | Irene Siragusa      | Italien        | 23,61    |
| 4     | Jekaterina Wukolowa | Russland       | 23,69    |
| 5     | Joëlle Golay        | Schweiz        | 23,82    |
| 6     | Éva Kaptur          | Ungarn         | 24,07    |
| 7     | Lenka Kršáková      | Slowakei       | 24,69    |

### Vorlauf 2
13. August 2014, 11:18 Uhr
Wind: +0,1 m/s
| Platz | Name                  | Nation         | Zeit (s)    |
| ----- | --------------------- | -------------- | ----------- |
| 1     | Jodie Williams        | Großbritannien | 22,88       |
| 2     | Mujinga Kambundji     | Schweiz        | 23,05 NU23R |
| 3     | Natalija Pohrebnjak   | Ukraine        | 23,31       |
| 4     | Irene Ekelund         | Schweden       | 23,38       |
| 5     | Andriana Ferra        | Griechenland   | 23,88       |
| 6     | Hafdís Sigurdardóttir | Island         | 23,93       |
| 7     | Kristina Žumer        | Slowenien      | 24,24       |

### Vorlauf 3

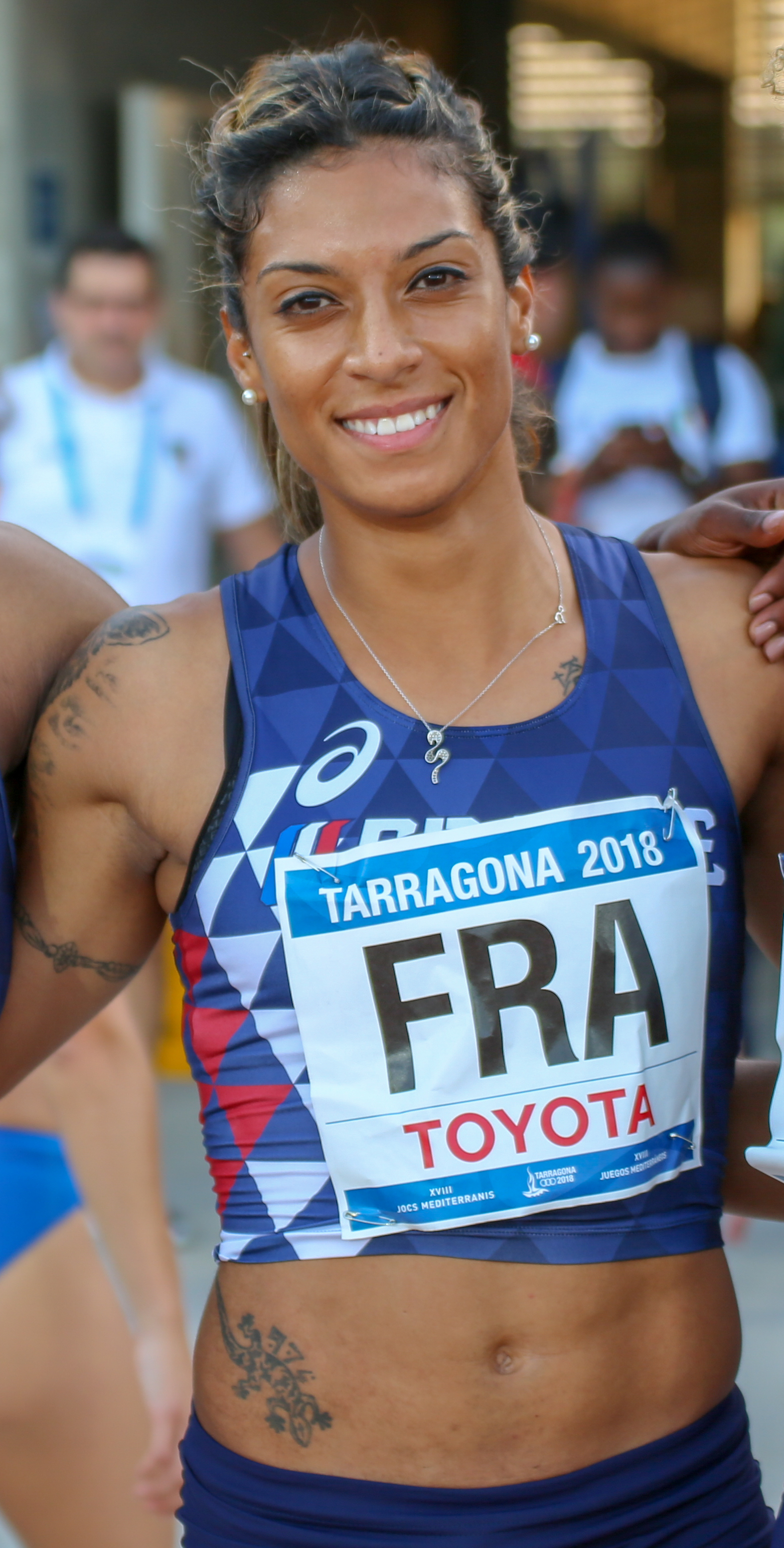
Jennifer Galais – wegen Fehlstarts disqualifiziert

13. August 2014, 11:26 Uhr
Wind: +0,4 m/s
| Platz | Name              | Nation       | Zeit (s)                    |
| ----- | ----------------- | ------------ | --------------------------- |
| 1     | Dafne Schippers   | Niederlande  | 22,73                       |
| 2     | Maria Belimbasaki | Griechenland | 23,34                       |
| 3     | Inna Eftimowa     | Bulgarien    | 23,42                       |
| 4     | Andreea Ogrăzeanu | Rumänien     | 23,64                       |
| 5     | Sabina Veit       | Slowenien    | 23,72                       |
| 6     | Elisabeth Slettum | Norwegen     | 24,08                       |
| DSQ   | Jennifer Galais   | Frankreich   | IWR 162, TR16.7 – Fehlstart |

### Vorlauf 4

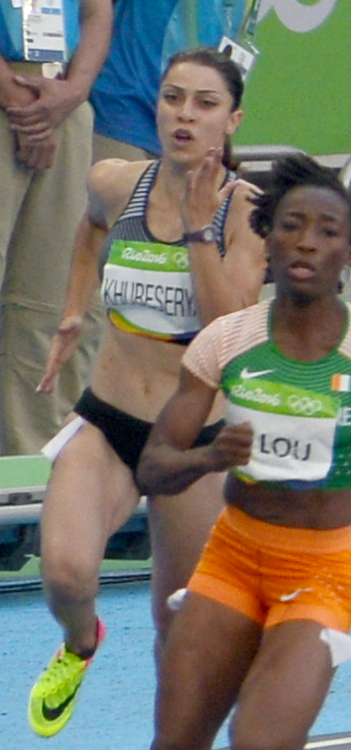
Diana Chubesserjan (links) – ausgeschieden in 25,74 s

13. August 2014, 11:34 Uhr
Wind: –0,4 m/s
| Platz | Name                 | Nation      | Zeit (s) |
| ----- | -------------------- | ----------- | -------- |
| 1     | Jamile Samuel        | Niederlande | 23,10    |
| 2     | Léa Sprunger         | Schweiz     | 23,15    |
| 3     | Iwet Lalowa          | Bulgarien   | 23,17    |
| 4     | Marzia Caravelli     | Italien     | 23,27    |
| 5     | Jekaterina Renschina | Russland    | 23,33    |
| 6     | Carla Tavares        | Portugal    | 23,90    |
| 7     | Diana Chubesserjan   | Armenien    | 25,74    |

### Vorlauf 5

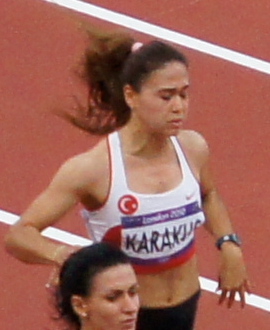
Nimet Karakuş – ausgeschieden in 25,31 s

13. August 2014, 11:52 Uhr
Wind: +0,1 m/s
| Platz | Name                | Nation         | Zeit (s) |
| ----- | ------------------- | -------------- | -------- |
| 1     | Dina Asher-Smith    | Großbritannien | 22,75    |
| 2     | Myriam Soumaré      | Frankreich     | 22,97    |
| 3     | Hanna-Maari Latvala | Finnland       | 23,13    |
| 4     | Kelly Proper        | Irland         | 23,37    |
| 5     | Martina Amidei      | Italien        | 23,65    |
| 6     | Ramona Papaioannou  | Zypern         | 23,70    |
| 7     | Nimet Karakuş       | Türkei         | 25,31    |

## Halbfinale
Aus den drei Halbfinalläufen qualifizierten sich die jeweils ersten beiden Athletinnen – hellblau unterlegt – sowie die darüber hinaus zwei zeitschnellsten Läuferinnen – hellgrün unterlegt – für das Finale.

### Lauf 1

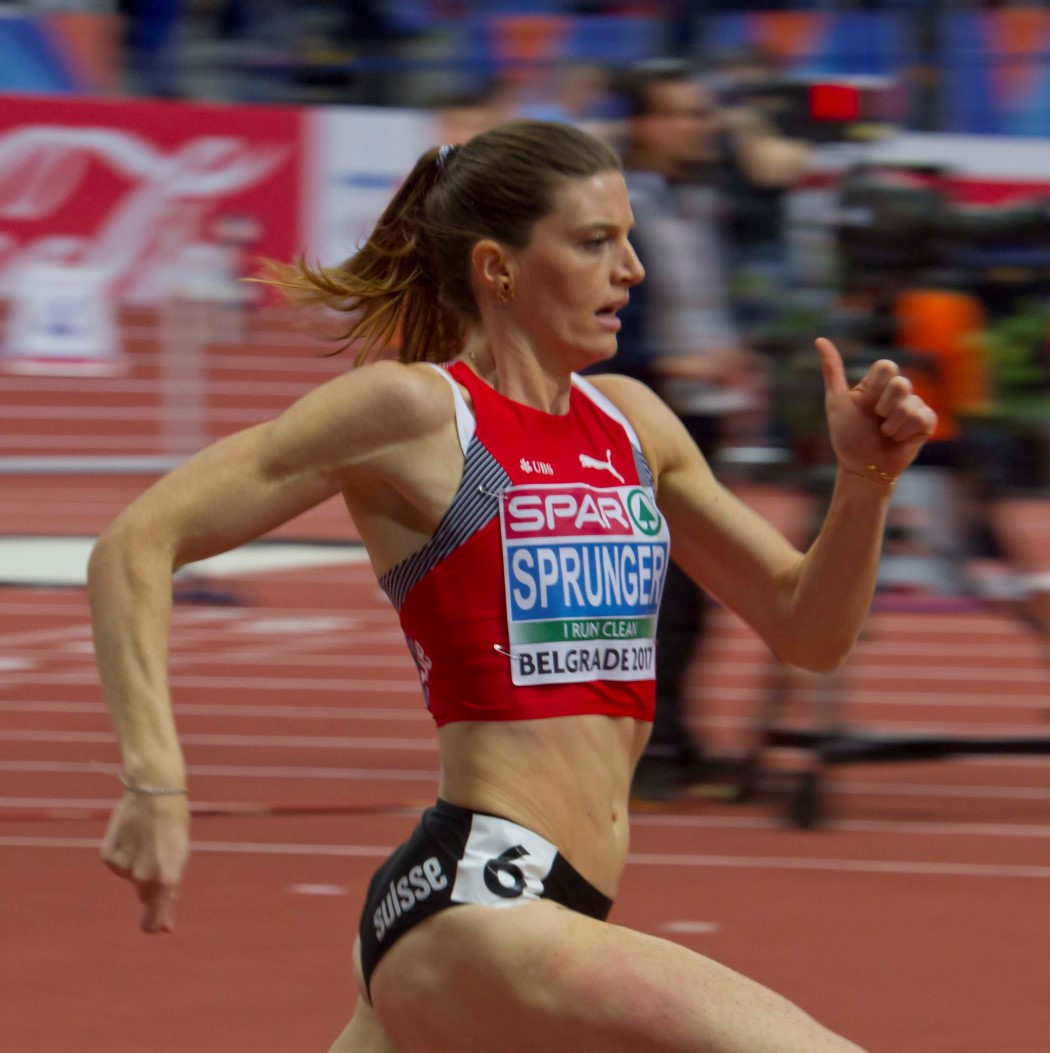
Als Vierte ihres Semifinallaufs in 23,12 s erreichte Léa Sprunger nicht das Finale
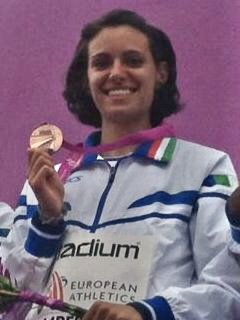
Martina Amidei wurde mit 23,51 s Achte in ihrem Rennen und schied damit im Halbfinale aus

14. August 2014, 19:42 Uhr
Wind: +0,3 m/s
| Platz | Name                | Nation         | Zeit (s)    |
| ----- | ------------------- | -------------- | ----------- |
| 1     | Myriam Soumaré      | Frankreich     | 22,56       |
| 2     | Dina Asher-Smith    | Großbritannien | 22,61 NU23R |
| 3     | Hanna-Maari Latvala | Finnland       | 22,98       |
| 4     | Léa Sprunger        | Schweiz        | 23,12       |
| 5     | Kelly Proper        | Irland         | 23,15       |
| 6     | Inna Eftimowa       | Bulgarien      | 23,27       |
| 7     | Jekaterina Wukolowa | Russland       | 23,37       |
| 8     | Martina Amidei      | Italien        | 23,51       |

### Lauf 2

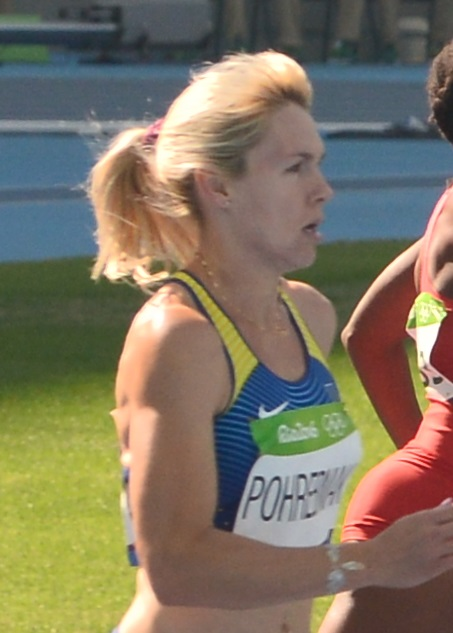
Natalija Pohrebnjak – ausgeschieden auf Rang vier in 23,10 s
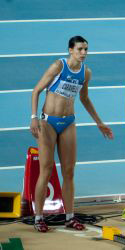
Marzia Caravelli – ausgeschieden als Fünfte in 23,23 s

14. August 2014, 19:48 Uhr
Wind: −0,6 m/s
| Platz | Name                | Nation         | Zeit (s)    |
| ----- | ------------------- | -------------- | ----------- |
| 1     | Dafne Schippers     | Niederlande    | 22,48       |
| 2     | Bianca Williams     | Großbritannien | 22,91       |
| 3     | Mujinga Kambundji   | Schweiz        | 22,94 NU23R |
| 4     | Natalija Pohrebnjak | Ukraine        | 23,10       |
| 5     | Marzia Caravelli    | Italien        | 23,23       |
| 6     | Iwet Lalowa         | Bulgarien      | 23,30       |
| 7     | Sabina Veit         | Slowenien      | 23,99       |
| DNS   | Andreea Ogrăzeanu   | Rumänien       |             |

Weitere im zweiten Halbfinale ausgeschiedene Sprinterinnen:

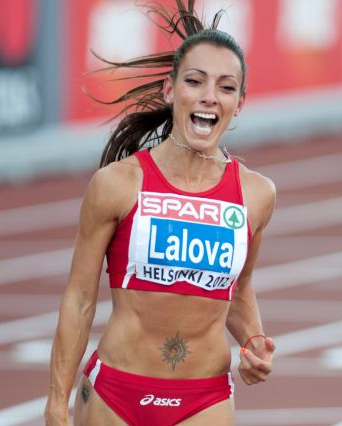
Iwet Lalowa – Rang sechs in 23,30 s
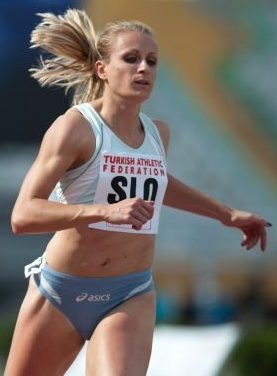
Sabina Veit – Rang sieben in 23,99 s
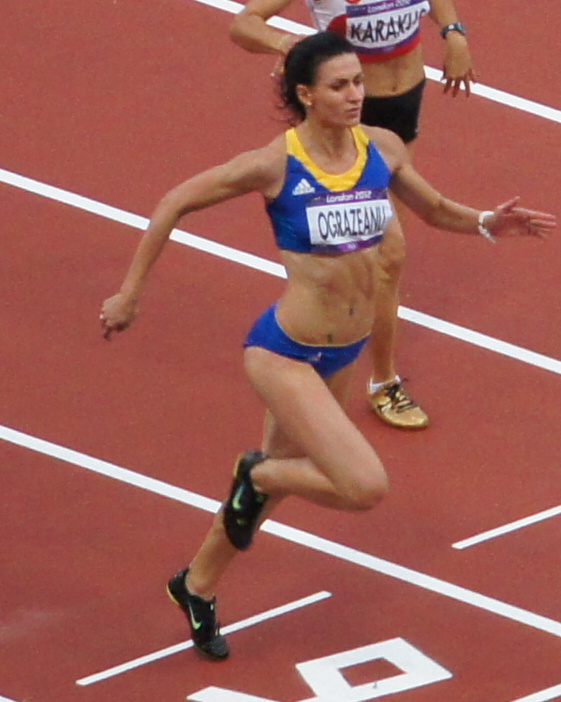
Andreea Ogrăzeanu trat nicht an

### Lauf 3

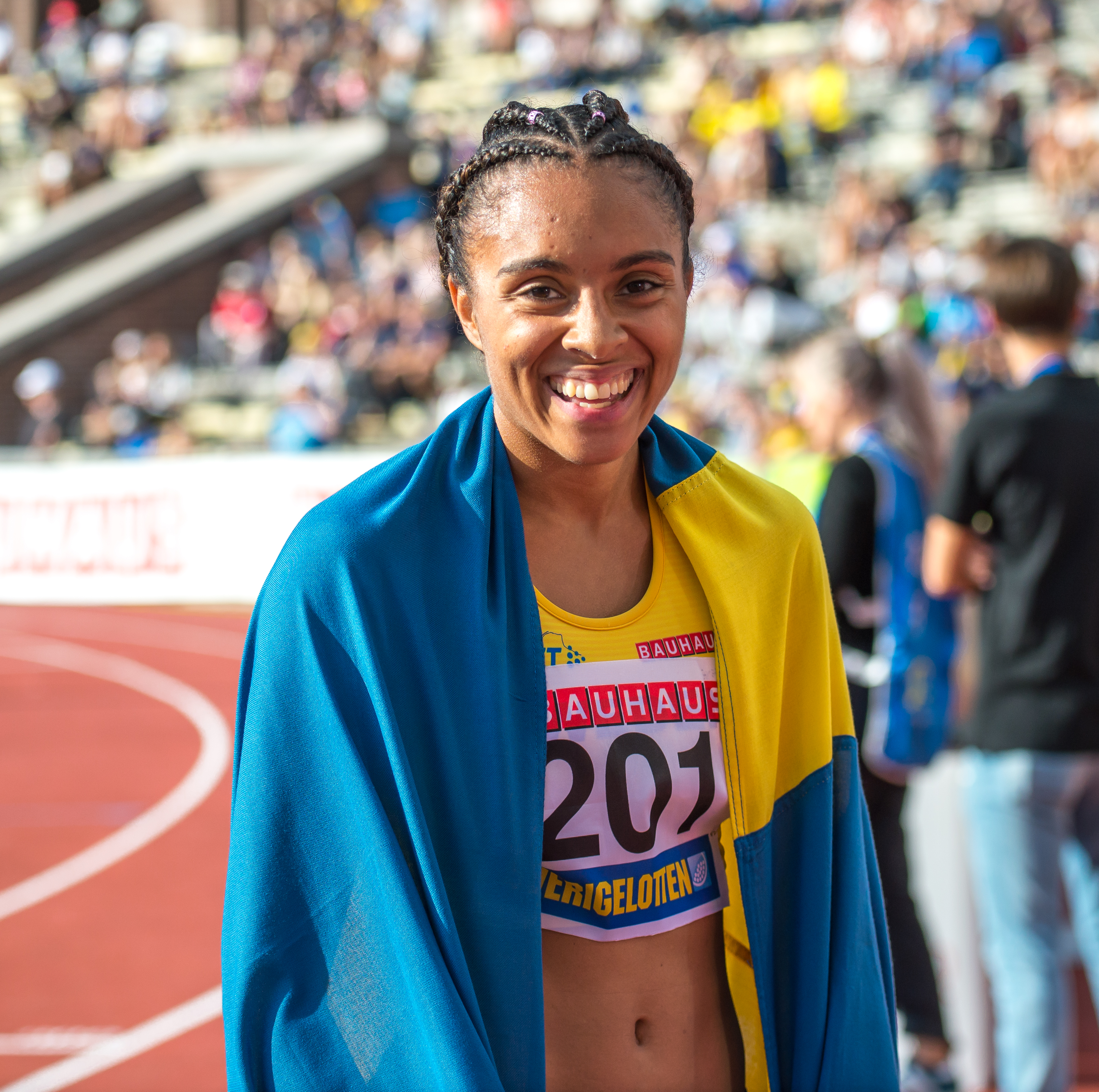
Irene Ekelund schied trotz eines dritten Rangs im ersten Halbfinale in 23,26 s aus
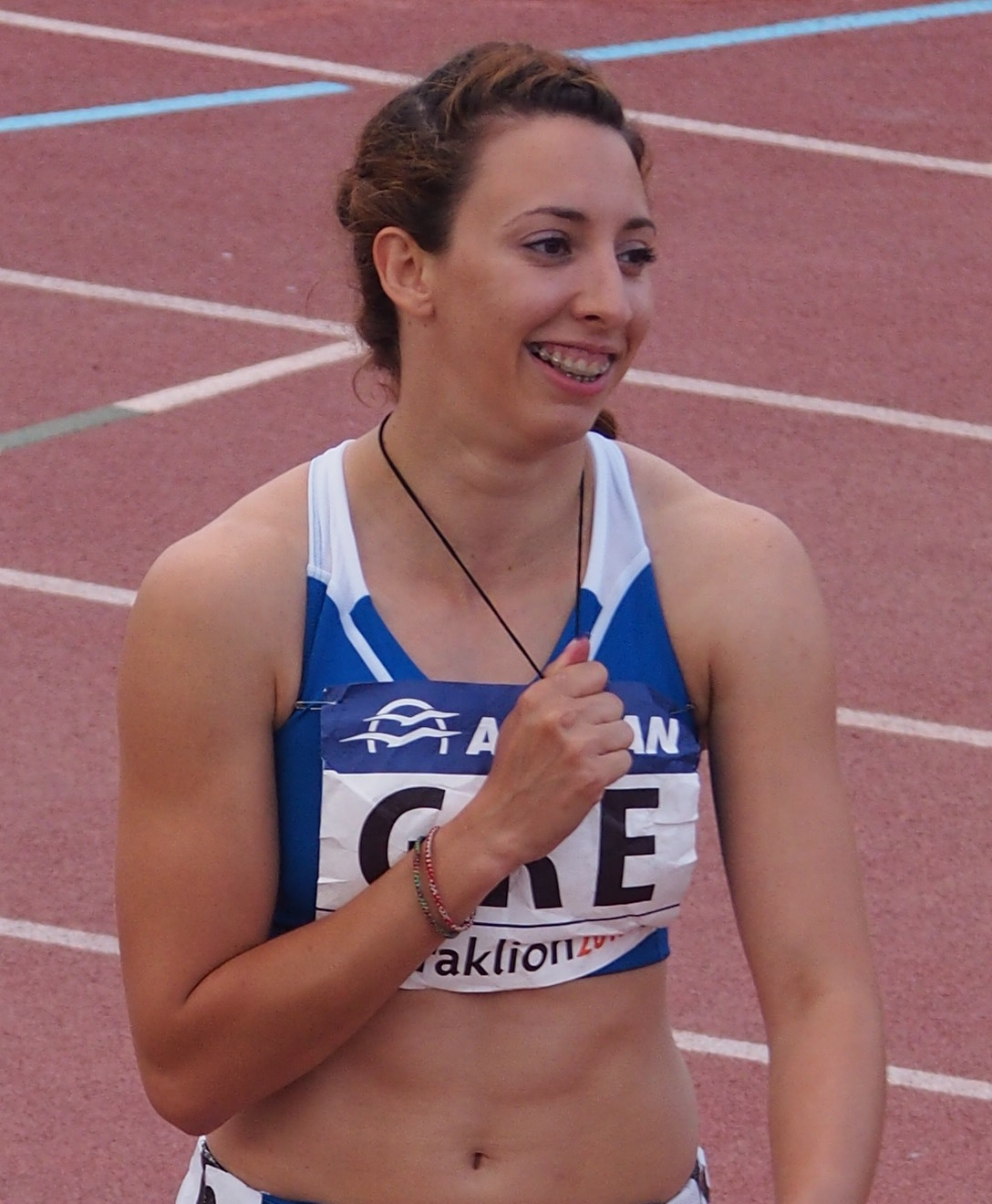
Als Sechste ihres Rennens in 23,37 s erreichte Maria Belimbasaki nicht das Finale
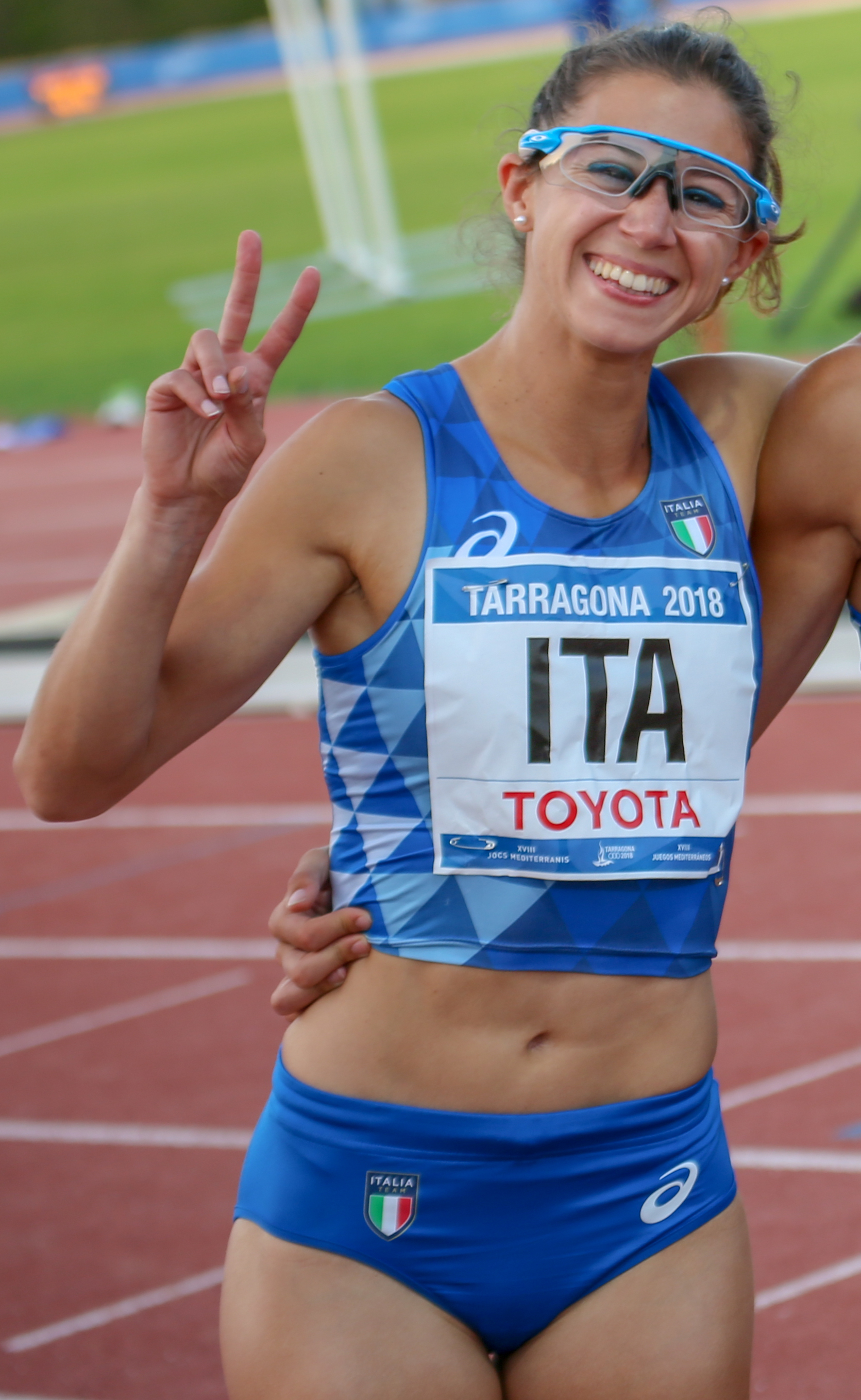
Irene Siragusa – Siebte des dritten Semifinales in 23,50 s und damit ausgeschieden

14. August 2014, 19:56 Uhr
Wind: +0,3 m/s
| Platz | Name                 | Nation         | Zeit (s) |
| ----- | -------------------- | -------------- | -------- |
| 1     | Jodie Williams       | Großbritannien | 22,90    |
| 2     | Jamile Samuel        | Niederlande    | 23,18    |
| 3     | Irene Ekelund        | Schweden       | 23,26    |
| 3     | Jekaterina Renschina | Russland       | 23,26    |
| 5     | Nataliya Strohova    | Ukraine        | 23,36    |
| 6     | Maria Belimbasaki    | Griechenland   | 23,37    |
| 7     | Irene Siragusa       | Italien        | 23,50    |
| DNF   | Ramona Papaioannou   | Zypern         |          |

## Finale

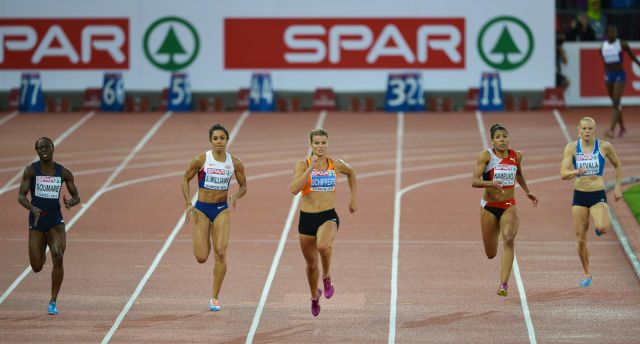
Das 200-Meter-Finale
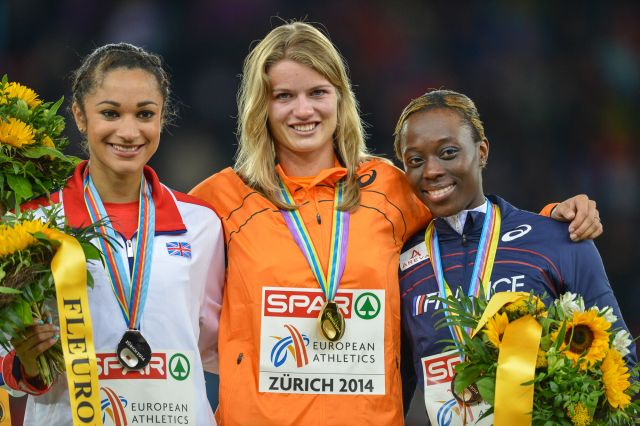
200-m-Siegerehrung

15. August 2014, 20:25 Uhr
Wind: −0,5 m/s
| Platz | Name                | Nation         | Zeit (s)          |
| ----- | ------------------- | -------------- | ----------------- |
| 1     | Dafne Schippers     | Niederlande    | 22,03 WL/NR/NU23R |
| 2     | Jodie Williams      | Großbritannien | 22,46             |
| 3     | Myriam Soumaré      | Frankreich     | 22,58             |
| 4     | Bianca Williams     | Großbritannien | 22,68             |
| 5     | Mujinga Kambundji   | Schweiz        | 22,83 NR/NU23R    |
| 6     | Jamile Samuel       | Niederlande    | 23,31             |
| 7     | Hanna-Maari Latvala | Finnland       | 23,48             |
| DNF   | Dina Asher-Smith    | Großbritannien |                   |

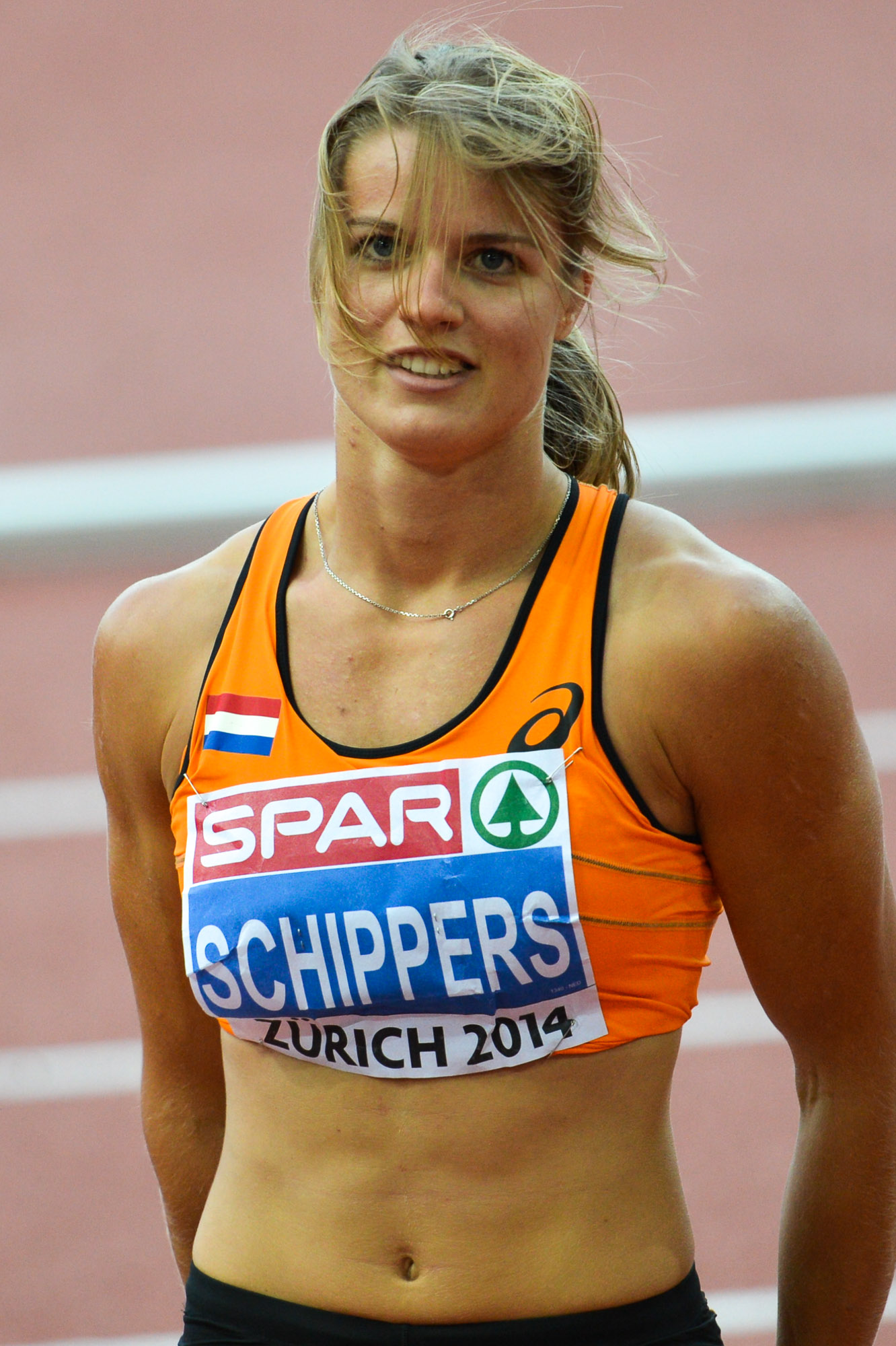
Dafne Schippers – als Doppelsiegerin über 100- und 200 Meter die Sprintkönigin von Zürich
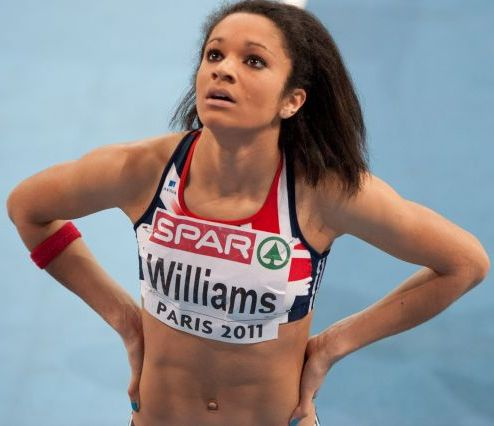
Vizeeuropameisterin Jodie Williams
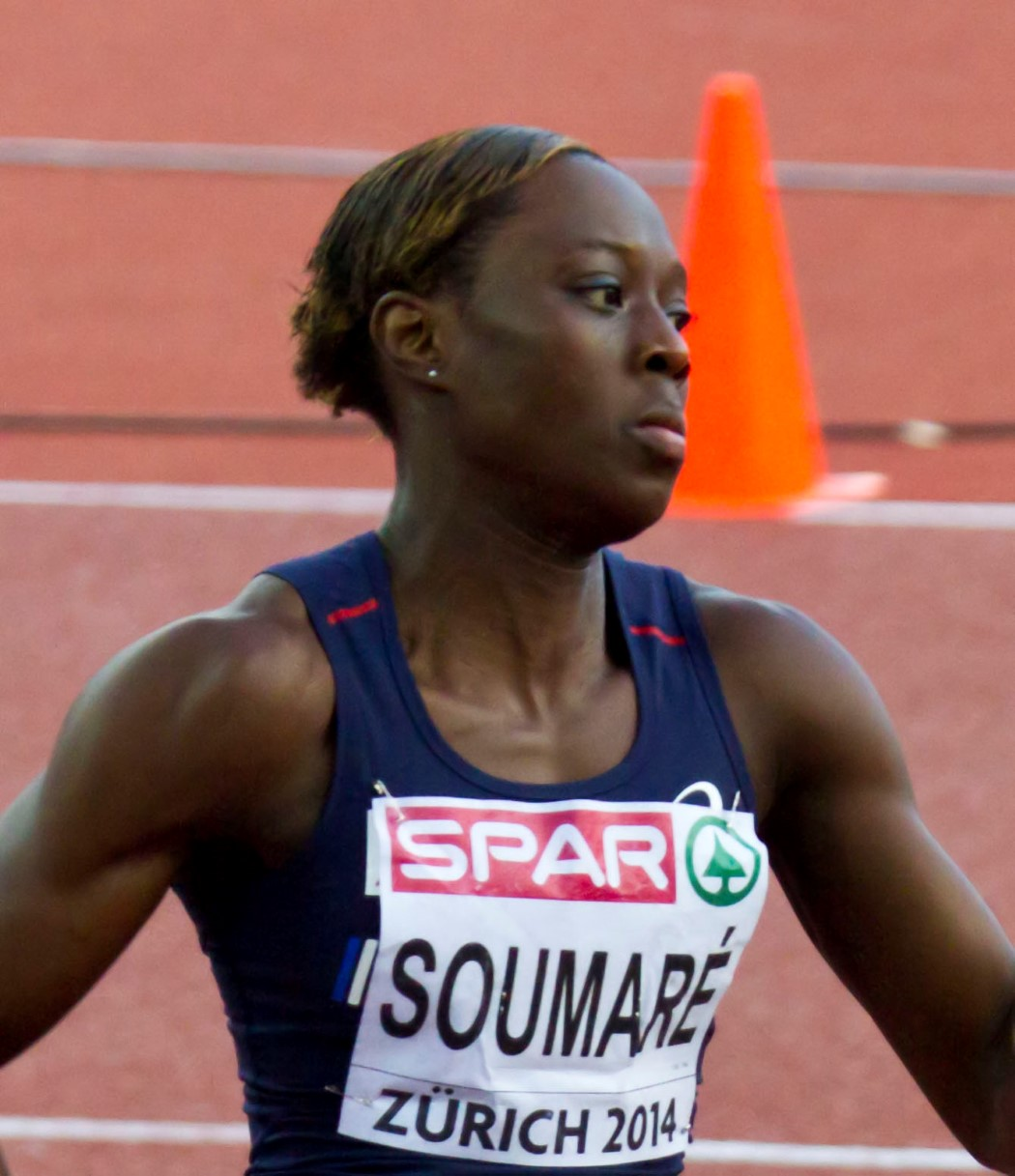
Die Europameisterin von 2010 Myriam Soumaré errang wie 2012 Bronze – zwei Tage zuvor hatte sie Silber über 100 Meter gewonnen
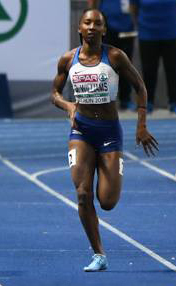
Als Vierte dieses Finales verpasste Bianca Williams eine Medaille um genau eine Zehntelsekunde

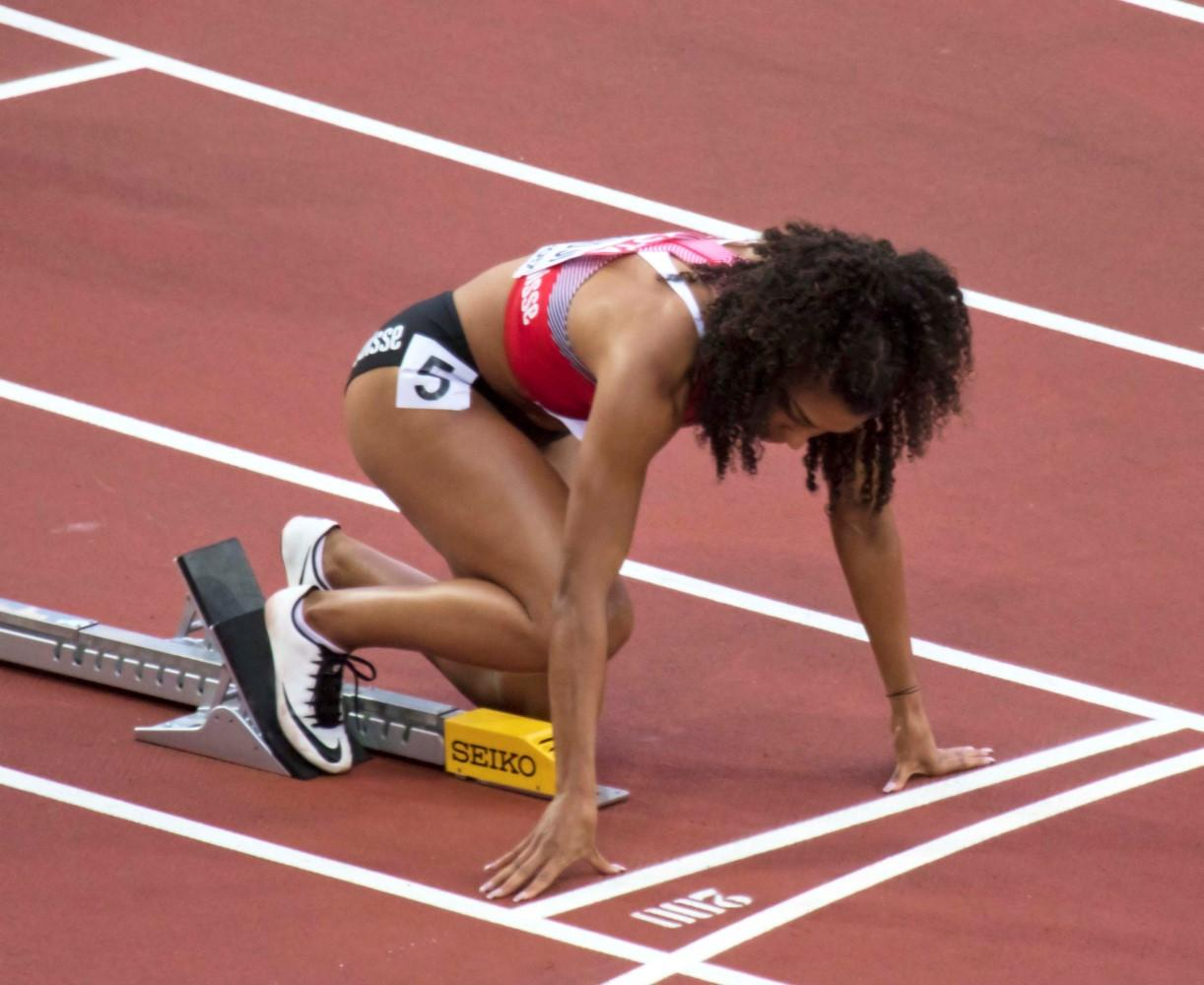
Wie bei ihrem vierten Rang über 100 Meter stellte Mujinga Kambundji einen neuen Rekord für die Schweiz auf und kam hier auf den fünften Platz
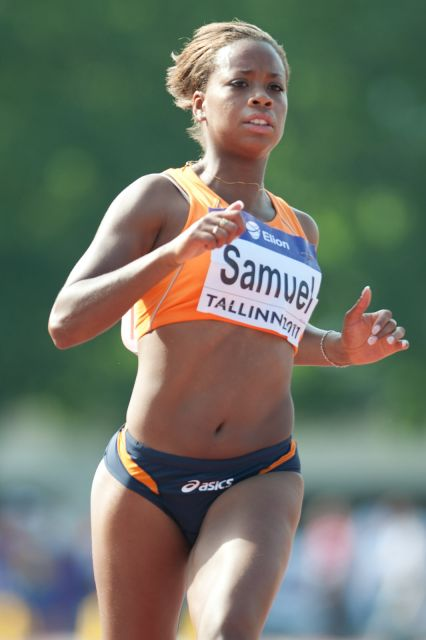
Nachdem sie über 100 Meter im Halbfinale ausgeschieden war, erreichte Jamile Samuel nun das Finale und wurde Sechste
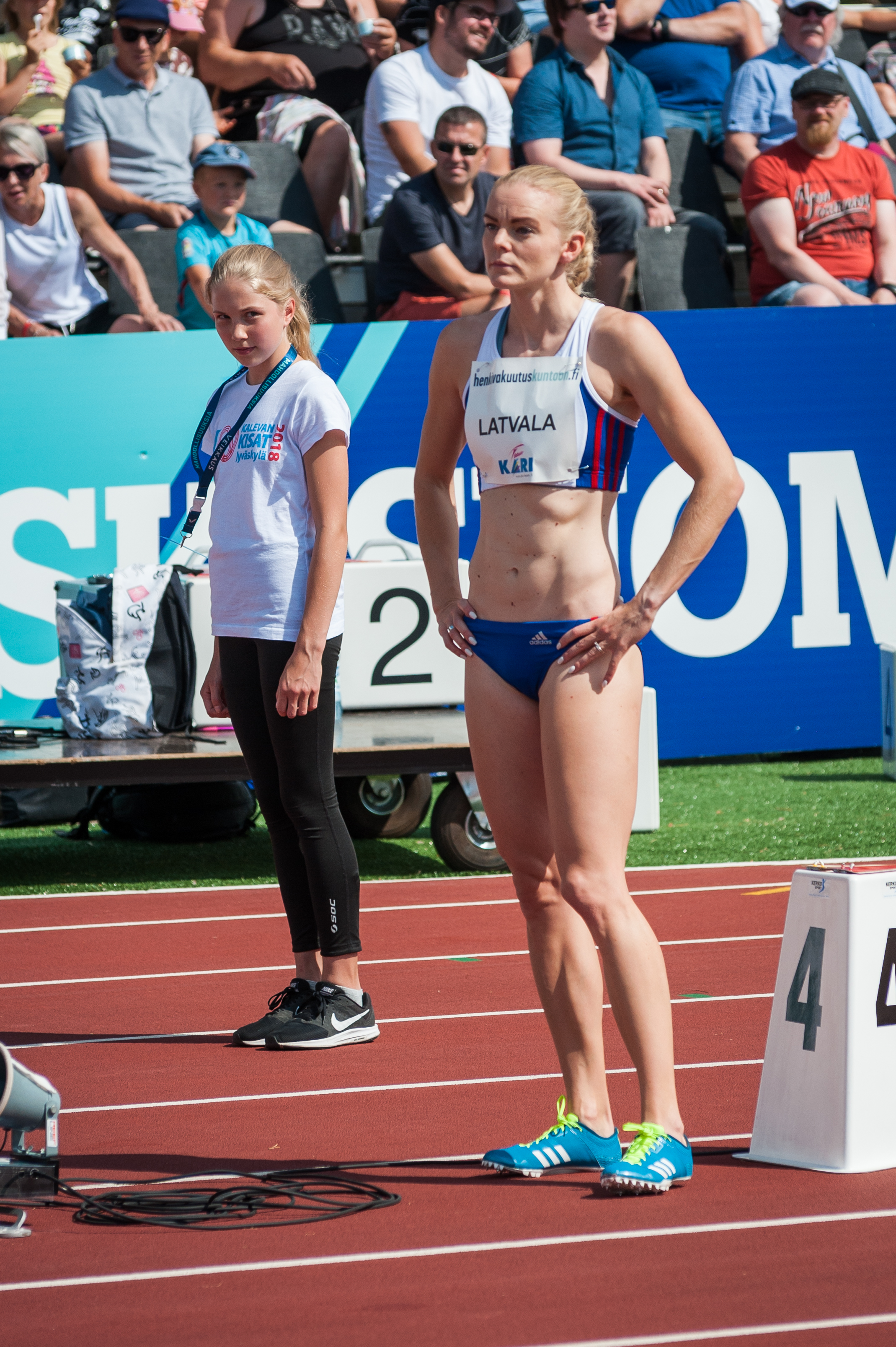
Auch Hanna-Maari Latvala war nach ihrem Ausscheiden im Semifinale über 100 Meter hier im Finale dabei und belegte Rang sieben
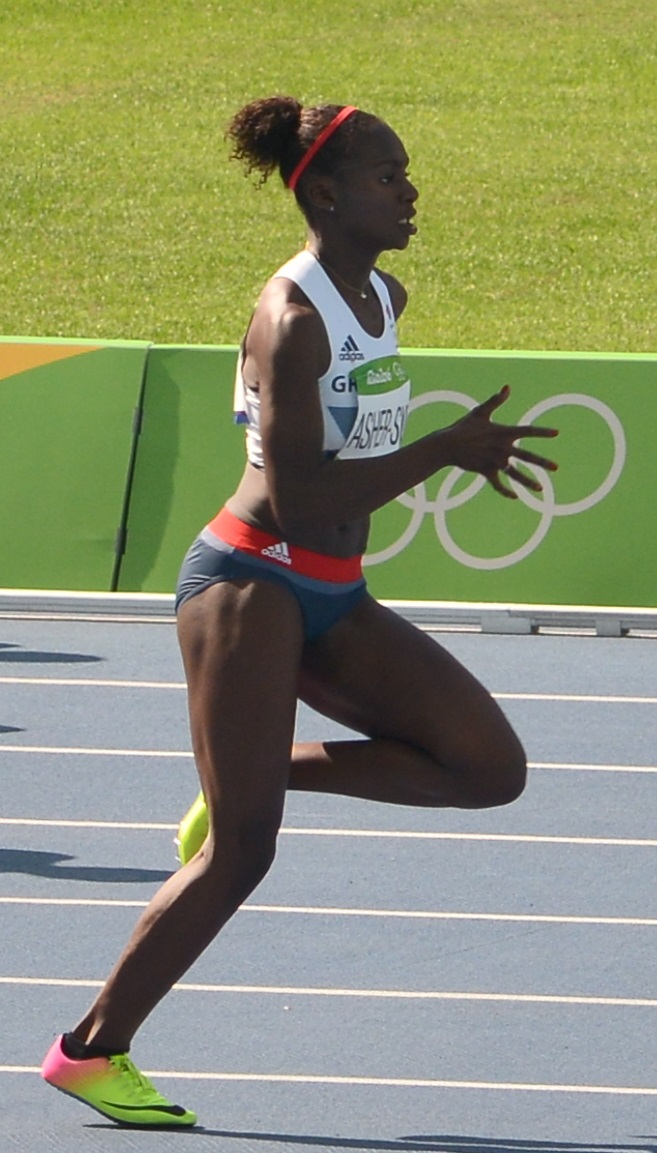
Dina Asher-Smith schied im Finale vorzeitig aus

## Videolink
- Women's 200m Final 2014 European Championships Zurich, youtube.com, abgerufen am 11. Februar 2020